# Exécutif Van den Brande I
L'exécutif Van den Brande I est un gouvernement flamand bipartite composé de socialistes et de démocrates-chrétiens.
Cet exécutif transitoire fonctionne du 21 janvier au 5 février 1992 en remplacement de l'exécutif Geens IV. Il sera étendu à la Volksunie en tant qu'exécutif Van den Brande II. 
| Fonction | Titulaire | Titulaire                 | Parti |
| --- | --------- | ------------------------- | ----- |
| Président de l’Exécutif flamand Ministre communautaire de l’Économie, des PME,de l’Énergie et des Relations extérieures       |           | Luc Van den Brande        | CVP   |
| Vice-Président de l’Exécutif flamand Ministre communautaire de l’Environnement et du Logement et de la Politique scientifique |           | Norbert De Batselier      | SP    |
| Ministre communautaire des Travaux publics, de l’Aménagement du territoire et du Transport                                    |           | Theo Kelchtermans         | CVP   |
| Ministre communautaire de la Culture et des Affaires bruxelloises                                                             |           | Hugo Weckx                | CVP   |
| Ministre communautaire de l’Enseignement et de la Fonction publique                                                           |           | Luc Van den Bossche       | SP    |
| Ministre communautaire de Affaires sociales, l’Emploi et de la Santé publique                                                 |           | Leona Detiège             | SP    |
| Ministre communautaire des Finances et du Budget, des Affaires intérieures, de la Famille, et de Bien-être                    |           | Wivina Demeester-De Meyer | CVP   |